# Caio Herênio Capela
Caio Herênio Capela (em latim: Gaius Herennius Capella) foi um senador romano nomeado cônsul sufecto para o nundínio de novembro a dezembro de 119 com o Lúcio Célio Rufo. Sua carreira é conhecida apenas pelo registro do colégio dos irmãos arvais de 23 de dezembro de 119.